# Eriostethus nigropictus
Eriostethus nigropictus là một loài tò vò trong họ Ichneumonidae.